# カイル・ガルナー
カイル・ガルナー（Kyle Gallner、1986年10月22日 - ）は、アメリカ合衆国の俳優。

## 出演作品

### テレビドラマ
- 2002年 - LAW & ORDER:性犯罪特捜班（シーズン4、エピソード9） - Marc Lesinski
- 2004年 - ヤング・スーパーマン（シーズン4、エピソード5） - Bart Allen
- 2005年 - ヴェロニカ・マーズ（シーズン1、エピソード20 - 22） - キャシディー・“ビーバー”・カサブランカス
- 2005年 / 2006年 - ヴェロニカ・マーズ（シーズン2、エピソード1 - 3、7、9、12、13、15、17、18、21、22） - キャシディー・“ビーバー”・カサブランカス
- 2005年 - 女検察官アナベス・チェイス（シーズン1、エピソード11） - Jacob Towers
- 2006年 - ビッグ・ラブ（シーズン1、エピソード2、4、5、7） - Jason Embry
- 2006年 - コールドケース 迷宮事件簿（シーズン4、エピソード1） - Cameron Coulter '95
- 2006年 / 2007年 - CSI:ニューヨーク（シーズン3、エピソード8、10、15） - リード・ギャレット
- 2007年 - ビッグ・ラブ（シーズン2、エピソード1、2） - Jason Embry
- 2007年 - ヤング・スーパーマン（シーズン6、エピソード11） - Bart Allen / Impulse
- 2007年 - クローザー（シーズン3、エピソード1） - Eric Wallace
- 2007年 - LAW & ORDER:性犯罪特捜班（シーズン9、エピソード3） - Marc Lesinski
- 2007年 - BONES ボーンズ -骨は語る-（シーズン2、エピソード7） - Jeremy Farrell
- 2007年 - ミディアム 霊能者アリソン・デュボア（シーズン3、エピソード15） - スティーブン・キャンベル
- 2008年 - CSI:ニューヨーク（シーズン4、エピソード17、19、20） - リード・ギャレット
- 2008年 - ザ・シールド ルール無用の警察バッジ（シーズン7、エピソード4、5、13） - Lloyd Denton
- 2009年 - Life 真実へのパズル（シーズン2、エピソード8） - Zak Sutter
- 2009年 - ヤング・スーパーマン（シーズン8、エピソード22） - Bart Allen / Impulse
- 2010年 - CSI:ニューヨーク（シーズン6、エピソード17） - リード・ギャレット
- 2010年 - ヤング・スーパーマン（シーズン10、エピソード11） - Bart Allen / Impulse
- 2012年 - クリミナル・マインド FBI行動分析課（シーズン7、エピソード19） - James Heathridge
- 2013年 - ウォーキング・デッド（シーズン4、エピソード1） - Zach
- 2020年 - インテロゲーション：尋問～殺意の真相～(全10話)  - エリック・Ｈ・フィッシャー

### 映画
- 2007年 - サブライム -白衣に潜む狂気-[1] -ネッド
- 2009年 - エクトプラズム 怨霊の棲む家 - マット・キャンベル
- 2009年 - ジェニファーズ・ボディ - コリン
- 2010年 - エルム街の悪夢 - クエンティン
- 2011年 - レッド・ステイト -ジャロッド
- 2012年 - スマッシュド 〜ケイトのアルコールライフ〜 -オーウェン
- 2012年 - リトル・バード　164マイルの恋 -ジェシー
- 2013年 - ビューティフル・クリーチャーズ 光と闇に選ばれし者 - ラーキン
- 2014年 - アメリカン・スナイパー - ゴート
- 2016年 - ザ・ブリザード - アンディ
- 2016年 - クレンズ・フレンズ - エリック
- 2019年 - バトル・インフェルノ - ドリュー
- 2020年 - ヘル・フィールド ナチスの戦城 - タッペルト
- 2020年 - ディナー・イン・アメリカ - サイモン
- 2022年 - スクリーム - ヴィンス・シュナイダー
- 2022年 - Smile スマイル - ジョエル